# Château de la Douye

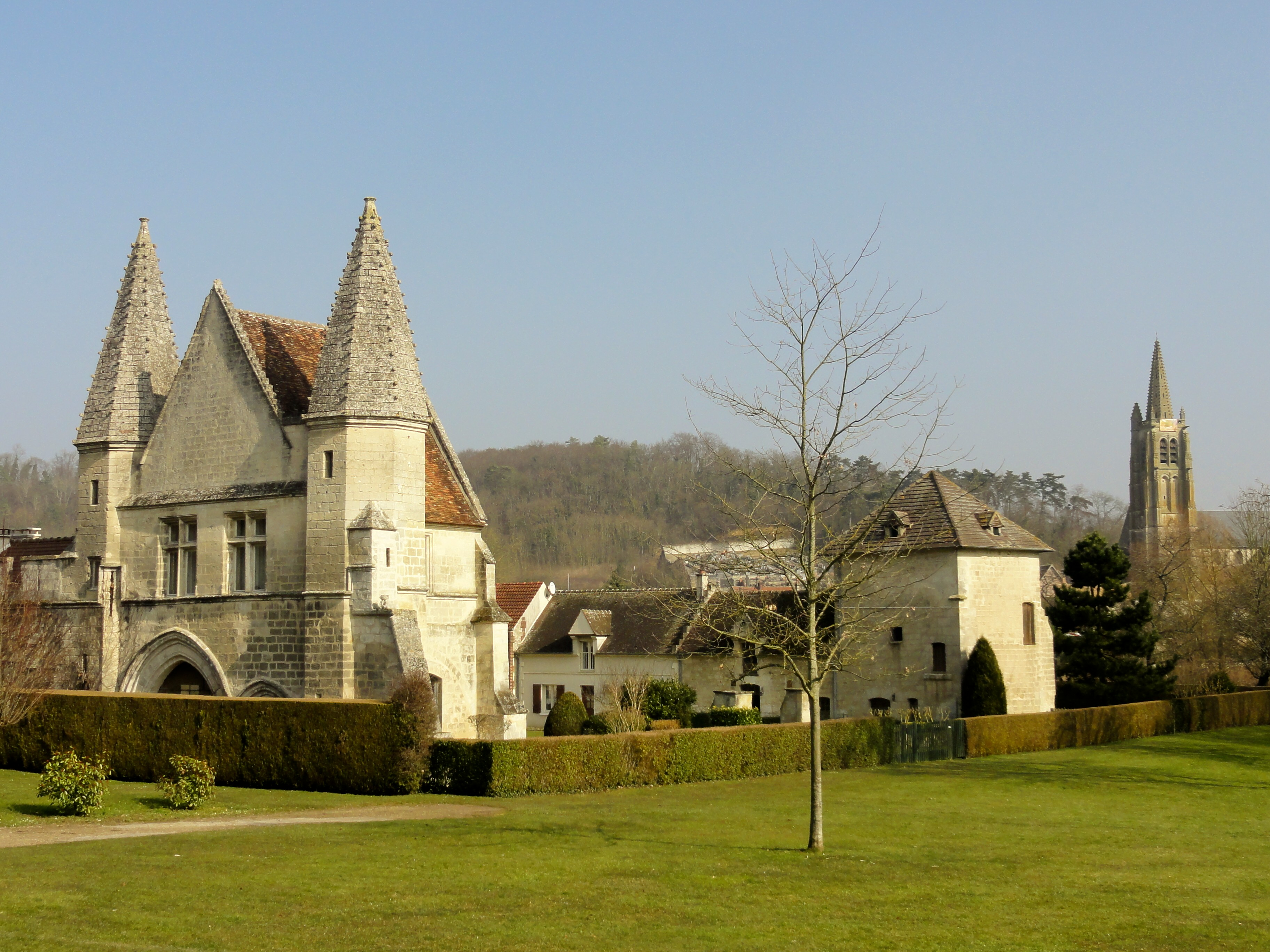

Het kasteel Châteaux de la Douye et du Roi Jean bevindt zich in de Franse plaats Béthisy-Saint-Pierre in het departement de Oise.

## Geschiedenis
Béthisy-Saint-Pierre lag op de Chaussée Brunehaut, een Romeinse heerweg. Constance van Arles liet hier rond 1030 een kasteel met donjon bouwen. Het was een stopplaats voor reizende adel. Toen Lodewijk VI van Frankrijk in 1137 van een expeditie terugkeerde naar Parijs kreeg hij plots een aanval van dysenterie. Hij werd verzorgd in het kasteel de la Douye maar stierf enkele dagen later.
In de veertiende eeuw liet koning Jan II van Frankrijk het vervallen kasteel opsmukken en in de zestiende eeuw werden er nog aanpassingen gedaan.

## Link
- Châteaux de la Douye et du Roi Jean